# Grotte de Rancogne
Grotte de Rancogne este o arie protejată (sit de importanță comunitară — SCI) din Franța întinsă pe o suprafață de 1 ha, integral pe uscat.

## Localizare
Centrul sitului Grotte de Rancogne este situat la coordonatele 45°41′51″N 0°24′23″E / 45.6975°N 0.40639°E.

## Înființare
Situl Grotte de Rancogne a fost declarat arie specială de conservare în baza directivei 92/43 din 1992 referitoare la conservarea habitatelor naturale și a faunei și florei sălbatice pentru a proteja 23 de specii de animale.

## Biodiversitate
Situată în ecoregiunea atlantică, aria protejată conține 1 habitat natural: Peșteri inaccesibile publicului.
La baza desemnării sitului se află mai multe specii protejate:
- mamifere (23): liliacul mediteranean cu potcoavă (Rhinolophus euryale), liliac comun (Myotis myotis), liliacul mare cu potcoavă (Rhinolophus ferrumequinum), liliacul mediteranean cu potcoavă (Rhinolophus euryale), liliac cârn (Barbastella barbastellus), liliac cu aripi lungi (Miniopterus schreibersii), liliac cărămiziu (Myotis emarginatus), liliac cu urechi mari (Myotis bechsteinii), liliac comun (Myotis myotis), liliacul mare cu potcoavă (Rhinolophus ferrumequinum), liliacul mediteranean cu potcoavă (Rhinolophus euryale), liliac comun (Myotis myotis), liliacul mare cu potcoavă (Rhinolophus ferrumequinum), liliacul mediteranean cu potcoavă (Rhinolophus euryale), liliac cârn (Barbastella barbastellus), liliac cu aripi lungi (Miniopterus schreibersii), liliac cărămiziu (Myotis emarginatus), liliac cu urechi mari (Myotis bechsteinii), liliac comun (Myotis myotis), liliacul mic cu potcoavă (Rhinolophus hipposideros), liliac cărămiziu (Myotis emarginatus), liliacul mare cu potcoavă (Rhinolophus ferrumequinum), liliac cu aripi lungi (Miniopterus schreibersii)